# Whistler Blackcomb

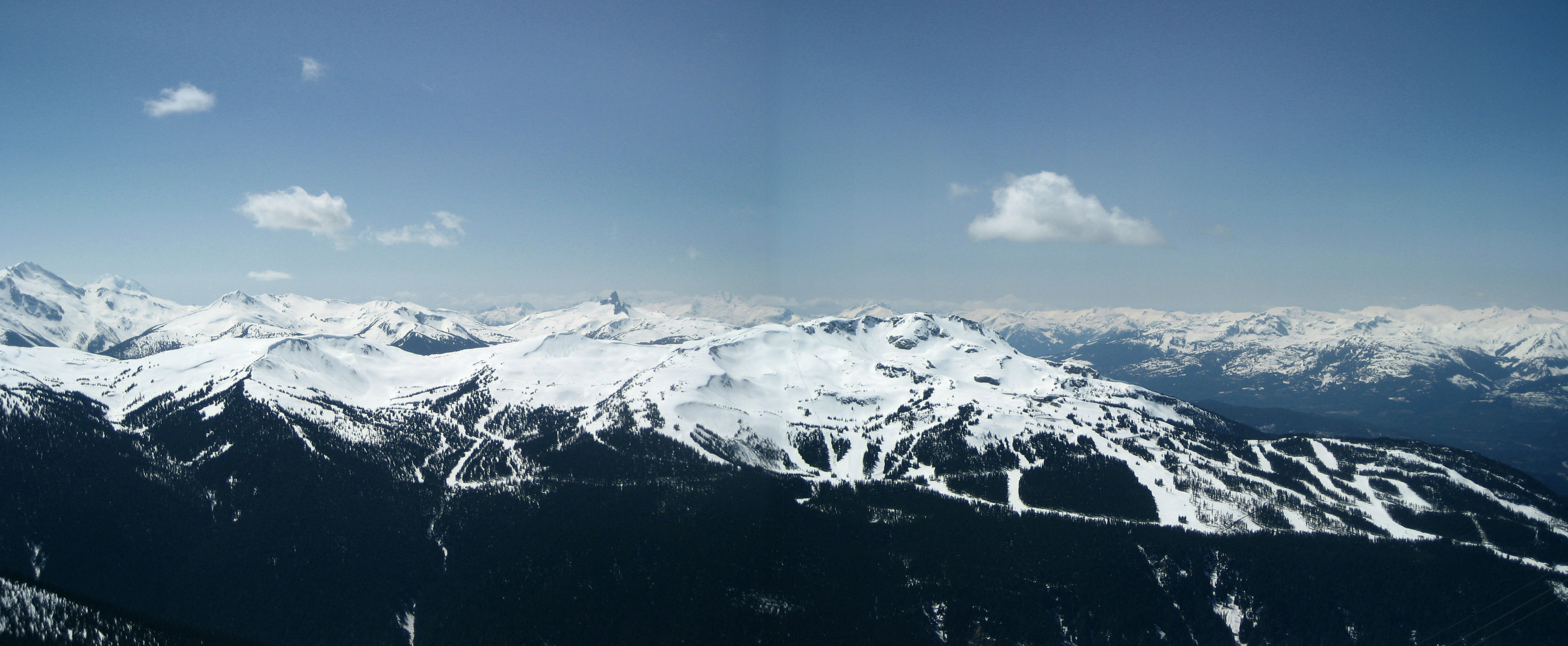
Whistler Mountain, gezien vanaf Blackcomb Mountain

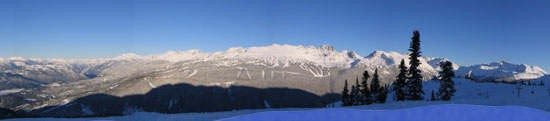
Blackcomb Mountain, gezien vanaf Whistler Mountain

Whistler Blackcomb is een groot wintersportgebied in de Coast Mountains bij Whistler, ten noorden van Vancouver, in de Canadese provincie Brits-Columbia.
Het skigebied beslaat twee flanken in dezelfde vallei, verbonden door de Peak 2 Peak Gondola, tot 2017 de hoogste en langste ononderbroken gondelbaan ter wereld. Op verschillende fronten, zoals oppervlakte en liftcapaciteit, is Whistler Blackcomb het grootste skigebied van Noord-Amerika. Verschillende Europese skigebieden – met Les 3 Vallées op één – zijn nog beduidend groter.
Het skigebied Whistler werd oorspronkelijk bedacht als deel van de bid om de Olympische Winterspelen 1968 naar Vancouver te halen. Hoewel dat niet lukte, werd het skigebied toch aangelegd en opende het in januari 1966. In 1980 opende het naburige Blackcomb Mountain, waarmee Whistler in een concurrentiestrijd verwikkeld was. In 1997 kocht Intrawest, de ontwikkelaar van Blackcomb, ook Whistler. In 2003 werden hun activiteiten volledig samengevoegd. In 2010 was Whistler Blackcomb het toneel van de Alpineskiën-wedstrijden van de Olympische Winterspelen 2010 en de Paralympische Winterspelen 2010. Sinds 2016 is Vail Resorts de nieuwe eigenaar.